# Michał Jerzy Nawrocki
Michał Jerzy Nawrocki (ur. 1974) – polski literaturoznawca, doktor habilitowany w dziedzinie nauk filologicznych, nauczyciel akademicki
Akademii Tarnowskiej.

## Życiorys
W 1999 ukończył filologię polską na Uniwersytecie Jagiellońskim. W 2005 uzyskał stopień doktora, w 2011 habilitację na Wydziale Polonistyki Uniwersytetu Jagiellońskiego na podstawie rozprawy Wariacje istnieniowe. O ontologii poetyckiej Bolesława Leśmiana.
Jest profesorem w Katedrze Filologii Polskiej na Wydziale Humanistycznym Akademii Tarnowskiej.